# Dictyoptera
Ne doit pas être confondu avec le genre Dictyoptera.
Super-ordre
Les dictyoptères (Dictyoptera, du grec δικτυοπτερα « ailes nervurées ») forment un super-ordre (ou parfois un ordre) d'insectes, actuellement désuet.
Il a longtemps été divisé en trois, les « blattoptères » (blattes, cafards ou cancrelats), les « mantoptères » (mantes) et les « isoptères » (termites) en raison de leurs différences. Cependant, divers caractères (pièces buccales de type broyeur, tarse de 5 articles, aile antérieure en élytre, aile postérieure membraneuse repliable, pièces de cerques articulées et confection d'une oothèque sauf chez les termites) ont justifié leur regroupement au sein du super-ordre Polyneoptera qui en 2011 ne comporte plus que deux ordres : Blattodea et Mantodea. Isoptera a été intégré au sein de Blattodea.
Ne pas confondre avec le genre actuel Dictyoptera, des coléoptères de la famille des Lycidae (infra-ordre des Elateriformia).

## Description des sous-ordres

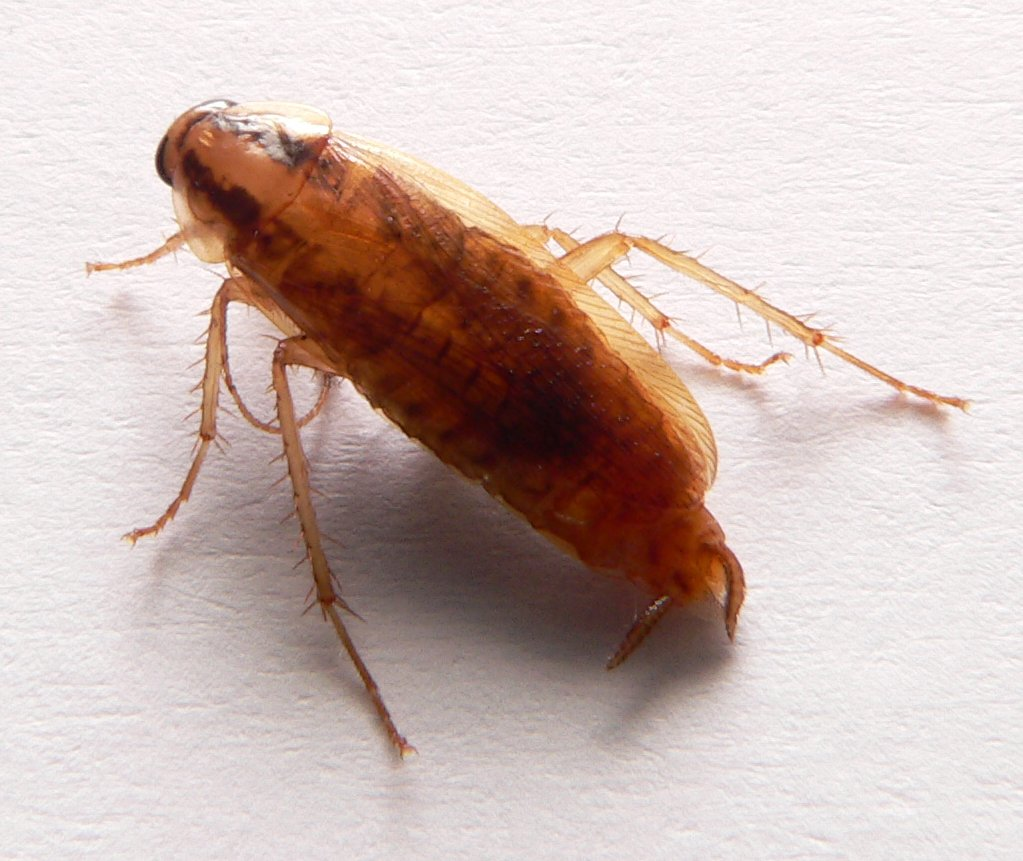
Blatte germanique (Blatella germanica)

### Anciennement Blattodea (les blattes)
Bien connues de nos foyers, les blattes, cafards et autres cancrelats sont représentés par environ 4 600 espèces dans le monde. Au total, moins de 1 % des espèces connues de blattes interagissent avec l'homme et peuvent être réellement considérées comme des indésirables. Près de 25 à 30 espèces peuvent être problématiques et de ce nombre, la moitié cause des problèmes occasionnels. La grande majorité vit en milieu tropical ; les espèces résidant dans nos contrées sont, elles, plus petites et se rencontrent souvent dans la litière végétale.
Les blattes sont très plates, dotées de longues antennes, elles courent avec agilité à la tombée de la nuit. Les élytres sont souvent plus courts chez les femelles. Les ailes peuvent être complètes ou atrophiées, les formes ailées volant peu. Le pronotum très ample recouvre la tête. Chez certaines espèces, les femelles pondent une oothèque, une capsule protectrice comprenant les œufs. Ces femelles la portent à l'extrémité de l'abdomen ou encore la dépose sur le substrat ou à l'intérieur d'une crevasse. Les petits ressemblent à des adultes dépourvus d'ailes.

#### Isoptera(les termites)

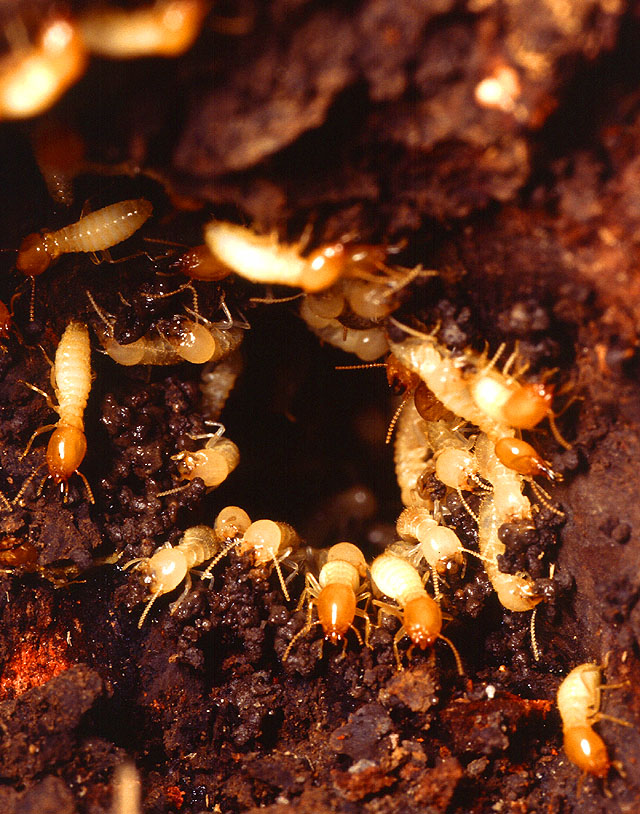
Coptotermes formosanus (Termite de Formose)

Les termites sont des blattes sociales polymorphes. Les plus archaïques se bornent à creuser des galeries dans le bois mort, mais la plupart élaborent d'énormes monticules de terre : les termitières.
Quelque 2 000 espèces sont recensées dans le monde.
Les colonies sont constituées d'individus sexués, mâle et femelle (laquelle peut vivre très longtemps). Les femelles ne cessent de grandir, atteignant parfois jusqu'à 10 cm de long. Les ouvriers et les soldats constituent la grande majorité des effectifs. Les termites consomment essentiellement du bois (causant parfois d'énormes dégâts) dont ils digèrent la cellulose en abritant des bactéries ou des protozoaires dans leur estomac. Les ouvrières régurgitent la cellulose prédigérée pour en nourrir larves et soldats.

##### Mantodea(les mantes)
Plus de 2 000 espèces de mantes ont été décrites dans le monde, les spécimens sont d'assez grande taille, de 2  à   15 cm. Ces redoutables prédateurs chassent à l'affut, ils affichent donc une livrée monochrome se confondant avec leur support, de plus, leur aspect de feuille ou de brindille surprend toute proie passant à proximité.
Les mantes ont un corps allongé que surmonte une tête très mobile posée sur un cou étroit. Les yeux sont saillants et les pièces buccales, de type broyeur, possèdent des mandibules très robustes (on s'en rend compte quand elles mordent). Les pattes antérieures ravisseuses sont la principale caractéristique de ces insectes. Le fémur et le tibia sont dotés d'épines acérées à leur face interne.